# 堂島入口

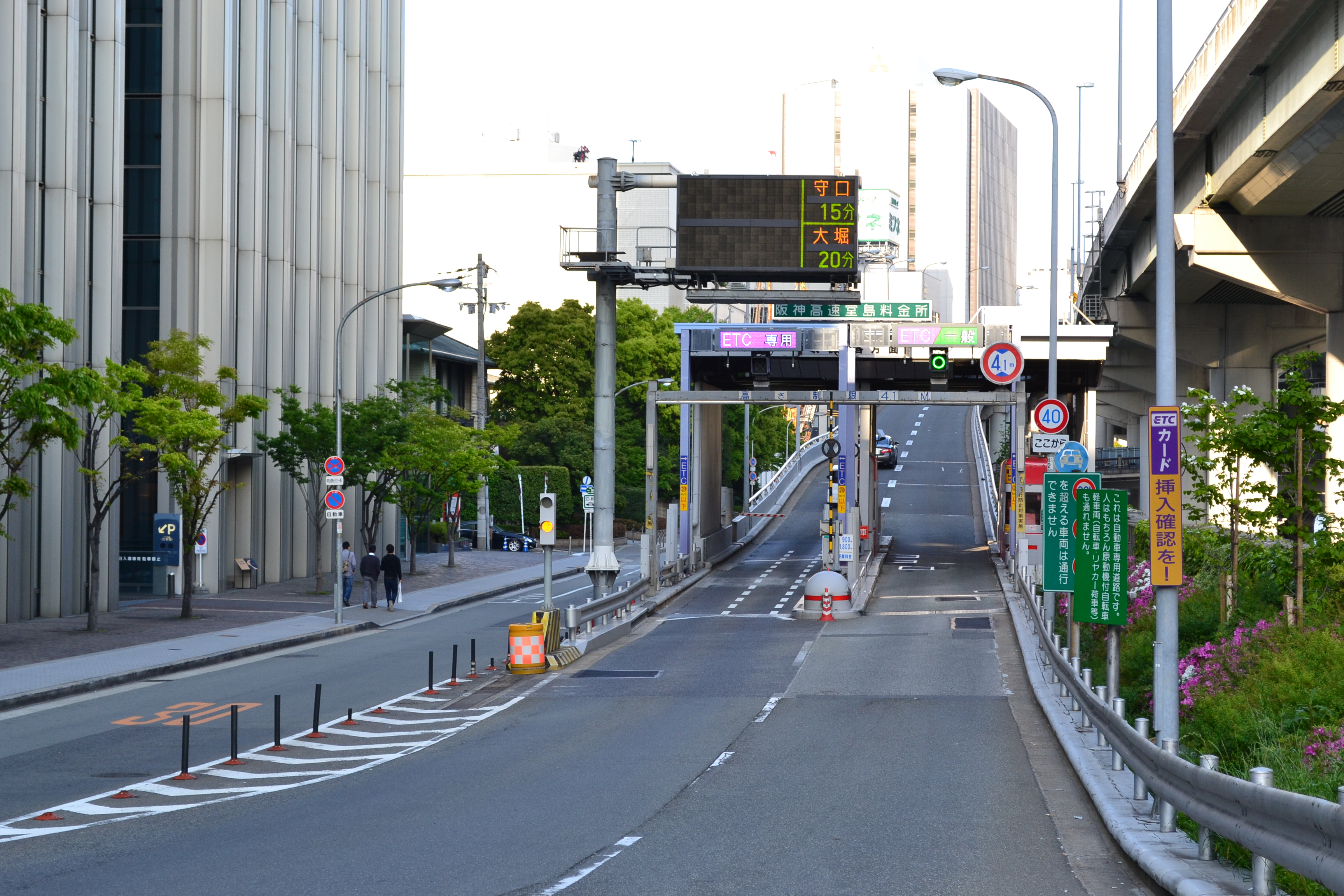
堂島入口（2013年4月28日撮影）

堂島入口（どうじまいりぐち）は、大阪府大阪市北区にある、阪神高速道路1号環状線の入口。入口のみのハーフICである。中之島方面からは四つ橋筋を介して容易にアクセスが可能だが、梅田方面からは四つ橋筋が北行きの一方通行路であるためにアクセスしづらく、大阪駅西方の梅田出入口を用いた方が良い場合がある。

## 連絡する道路
- 四つ橋筋
- 中之島通
- 土佐堀通（大阪府道168号石切大阪線）

### 乗り継ぎ
- 16号大阪港線の波除出口や、3号神戸線の中之島西出口から当入口への乗り継ぎ制度がある。なお、1号環状線から16号大阪港線・3号神戸線方面へは一般道経由の乗り継ぎはなく、東船場JCTや西船場JCTで連絡している。

## 周辺
- 北新地駅
- 渡辺橋駅
- 肥後橋駅
- 住友村
- 朝日新聞大阪本社
- 大同生命大阪本社
- フェスティバルホール

## 隣
阪神高速1号環状線
(1-04)土佐堀出口 - 中之島JCT - (1-05)堂島入口 - (1-06)北浜出口